# Харбелін (Лещинський повіт)
Харбелін (пол. Charbielin) — село в Польщі, у гміні Влошаковиці Лещинського повіту Великопольського воєводства.
Населення — 95 осіб (2011).
У 1975-1998 роках село належало до Лешненського воєводства.

## Демографія
Демографічна структура станом на 31 березня 2011 року:
|          | Загалом | Допрацездатний вік | Працездатний вік | Постпрацездатний вік |
| -------- | ------- | ------------------ | ---------------- | -------------------- |
| Чоловіки | 44      | 9                  | 30               | 5                    |
| Жінки    | 51      | 15                 | 28               | 8                    |
| Разом    | 95      | 24                 | 58               | 13                   |